# مارك لوغان (مذيع أخبار)
مارك لوغان هو مذيع أخبار فلبيني، ولد في 1971 في مانيلا في الفلبين.